# Tiger Cruise
Tiger Cruise is een Disney Channel Original Movie uit 2004 onder regie van Duwayne Dunham.

## Verhaal
Maddie Dolan wil dat haar vader zijn carrière bij de marine opgeeft, zodat hij bij zijn familie kan zijn. Zijn vader biedt de familie een cruise aan op zijn vliegdekschip. Alles lijkt te werken, totdat de dag van 11 september 2001 komt...

## Rolverdeling
| Acteur            | Personage    |
| ----------------- | ------------ |
| Hayden Panettiere | Maddie Dolan |
| Bill Pullman      | Gary Dolan   |
| Bianca Collins    | Tina Torres  |
| Mercedes Colon    | Grace Torres |
| Mehcad Brooks     | Kenny        |
| Jansen Panettiere | Joey         |
| Barbara Niven     | Kate Dolan   |
| Chris Ellis       | Kapitein     |
| Nathaniel Lee Jr. | Anthony      |